# Měňany
Obec Měňany se nachází v okrese Beroun, kraj Středočeský, asi 7 km jižně od Berouna. Žije zde 306 obyvatel.
V obci se nachází rybník a hasičská zbrojnice.

## Historie
První písemná zmínka o obci pochází z roku 1389.

### Územněsprávní začlenění
Dějiny územněsprávního začleňování zahrnují období od roku 1850 do současnosti. V chronologickém přehledu je uvedena územně administrativní příslušnost obce v roce, kdy ke změně došlo:
- 1850 země česká, kraj Praha, politický okres Smíchov, soudní okres Beroun[4]
- 1855 země česká, kraj Praha, soudní okres Beroun
- 1868 země česká, politický okres Hořovice, soudní okres Beroun
- 1936 země česká, politický i soudní okres Beroun[5]
- 1939 země česká, Oberlandrat Kolín, politický i soudní okres Beroun[6]
- 1942 země česká, Oberlandrat Praha, politický i soudní okres Beroun[7]
- 1945 země česká, správní i soudní okres Beroun[8]
- 1949 Pražský kraj, okres Beroun[9]
- 1960 Středočeský kraj, okres Beroun
- 2003 Středočeský kraj, okres Beroun, obec s rozšířenou působností Beroun

## Pamětihodnosti
- Kaplička se zvonicí na návsi
- Kříž
- Přírodní rezervace Kobyla
- pozůstatky polního lazaretu vlasovske armády
- pozůstatky keltského pohřebiště

## Části obce
Obec Měňany se skládá ze dvou částí na dvou stejnojmenných katastrálních územích:
- Měňany
- Tobolka

## Současnost
Projekt centrálního vytápění obce na biomasu získal v listopadu 2008 jako první v Česku ocenění Energy Globe Award jako nejlepší energeticky úsporný projekt v Česku. Projekt Česko reprezentoval na světovém finále soutěže v roce 2009 v Bruselu.

## Doprava
Dopravní síť
- Pozemní komunikace – Do obce vedou silnice III. třídy.
- Železnice – Železniční trať ani stanice na území obce nejsou.

Veřejná doprava 2011
- Autobusová doprava – V obci zastavovaly autobusové linky Králův Dvůr-Liteň-Svinaře-Zadní Třebáň (v pracovních dnech 3 spoje), Králův Dvůr-Tetín-Liteň (v pracovní dny 5 spojů) a Beroun-Zadní Třebaň (v pracovních dnech 3 spoje) (dopravce PROBO BUS, a. s.). O víkendu byla obec bez dopravní obsluhy.